# (12846) Fullerton
(12846) Fullerton (1997 MR) – planetoida z pasa głównego asteroid okrążająca Słońce w ciągu 5,3 lat w średniej odległości 3,04 j.a. Odkryta 28 czerwca 1997 roku.